# Javier Escalza
Javier Escalza Ellakuria (Arrankudiaga, 10 dicembre 1951 – Getxo, 16 novembre 2007) è stato un calciatore spagnolo.

## Carriera

### Club
Cresciuto nel Villosa, passa prima al Barakaldo e poi all'Athletic Bilbao, con cui debutta nella Liga il 27 aprile 1974 nella partita Las Palmas-Athletic (1-0).
Disputa sette campionati con i rojiblancos, totalizzando 206 presenze, 162 delle quali in campionato.
Nel 1980 viene acquistato dall'Espanyol, con cui milita per altri tre campionati nel massimo campionato spagnolo, dopodiché scende nella Segunda División con il Sabadell, per concludere la carriera nel 1987 con il Sestao.

### Nazionale
Conta una presenza con la Nazionale di calcio della Spagna, avvenuta l'8 novembre 1978 in Francia-Spagna (1-0), e tre con la Selezione di calcio dei Paesi Baschi.

## Palmarès

### Club

#### Competizioni nazionali
- Segunda División B: 1

Sestao Sport: 1984-1985